# Bádminton adaptado
El bádminton adaptado es un deporte derivado del bádminton, practicado por personas con discapacidad física, visual e intelectual. Está regulado por la Federación Mundial de Bádminton. Forma parte del programa paralímpico desde la edición de Tokio 2020.